# Liste der Bodendenkmäler in Tegernsee
Auf dieser Seite sind die Bodendenkmäler in der oberbayerischen Stadt Tegernsee zusammengestellt. Diese Tabelle ist eine Teilliste der Liste der Bodendenkmäler in Bayern. Grundlage ist die Bayerische Denkmalliste, die auf Basis des Bayerischen Denkmalschutzgesetzes vom 1. Oktober 1973 erstmals erstellt wurde und seither durch das Bayerische Landesamt für Denkmalpflege geführt wird. Die folgenden Angaben ersetzen nicht die rechtsverbindliche Auskunft der Denkmalschutzbehörde.

## Bodendenkmäler in Tegernsee
| Lage                 | Objekt | Akten-Nr.     | Bild                       |
| -------------------- | --- | ------------- | -------------------------- |
| Tegernsee (Standort) | Untertägige mittelalterliche und frühneuzeitliche Befunde im Bereich des Klosters Tegernsee und seiner Vorgängerbauten mit der ehemalige Abtei- und heutigen Katholische Pfarrkirche St. Quirin, den ehemaligen Konventbauten (Schloss), abgegangenen Ökonomiegebäuden, dem ehemaligen Klosterfriedhof mit der abgegangenen Klosterpfarrkirche St. Johann Baptist sowie der spätmittelalterlichen Klosterbefestigung. | D-1-8236-0007 | Bodendenkmal D-1-8236-0007 |
| Tegernsee (Standort) | Abgegangene Rundkirche des frühen und hohen Mittelalters (St. Salvator). | D-1-8236-0017 |                            |